# Iwi Adamu
Ivi Adamou (gr. Ήβη Αδάμου, ur. 24 listopada 1993 w Ajia Napa) – grecko-cypryjska piosenkarka.
Uczestniczka drugiej greckiej edycji programu The X Factor (2010). Reprezentantka Cypru podczas 57. Konkursu Piosenki Eurowizji (2012).

## Młodość
Urodziła się 24 listopada 1993 w Paralimni w dystrykcie Famagusta na Cyprze. Jej ojciec jest Greko-Cypryjczykiem, a matka – Bułgarką.
Dzięki znajomości teorii muzyki, dobremu głosowi i umiejętności grania na fortepianie Adamu wygrywała nagrody w kilku lokalnych konkursach piosenki. Gdy miała 9 lat, zwyciężyła w konkursie organizowanym w Larnace, gdzie zaśpiewała utwór Any Wisi „Kaka paidia”.

## Kariera muzyczna
W 2009 wzięła udział w drugiej greckiej edycji programu The X Factor; jej nieoczekiwana eliminacja z konkursu stała się powodem publicznej dyskusji w prasie między Teofanusem a wytwórnią Sony Music Greece. Po udziale w talent show podpisała kontrakt z wytwórnią, która w czerwcu wydała jej debiutancki minialbum pt. Kalokairi stin kardia promowany singlami: „A*G*A*P*I”, „Sose me” i „To mistiko mu na wreis”. Za sprzedaż epki w nakładzie ok. 6 tys. egzemplarzy otrzymała status złotej płyty. Razem z hip-hopowym zespołem Stavento nagrała singiel „San ertei i mera”, który trafił do najlepszej „piątki” listy przebojów Greek Airplay Chart i utrzymał się na niej przez kolejne 20 tygodni. Latem 2010 odbyła z zespołem trasę koncertową po Grecji. Również w 2010 zaczęła współpracę z chórem Spiros Lambru, z którym wydała album świąteczny pt. Kristugenna me tin Iwi Adamu (ang. Christmas with Ivi Adamou).

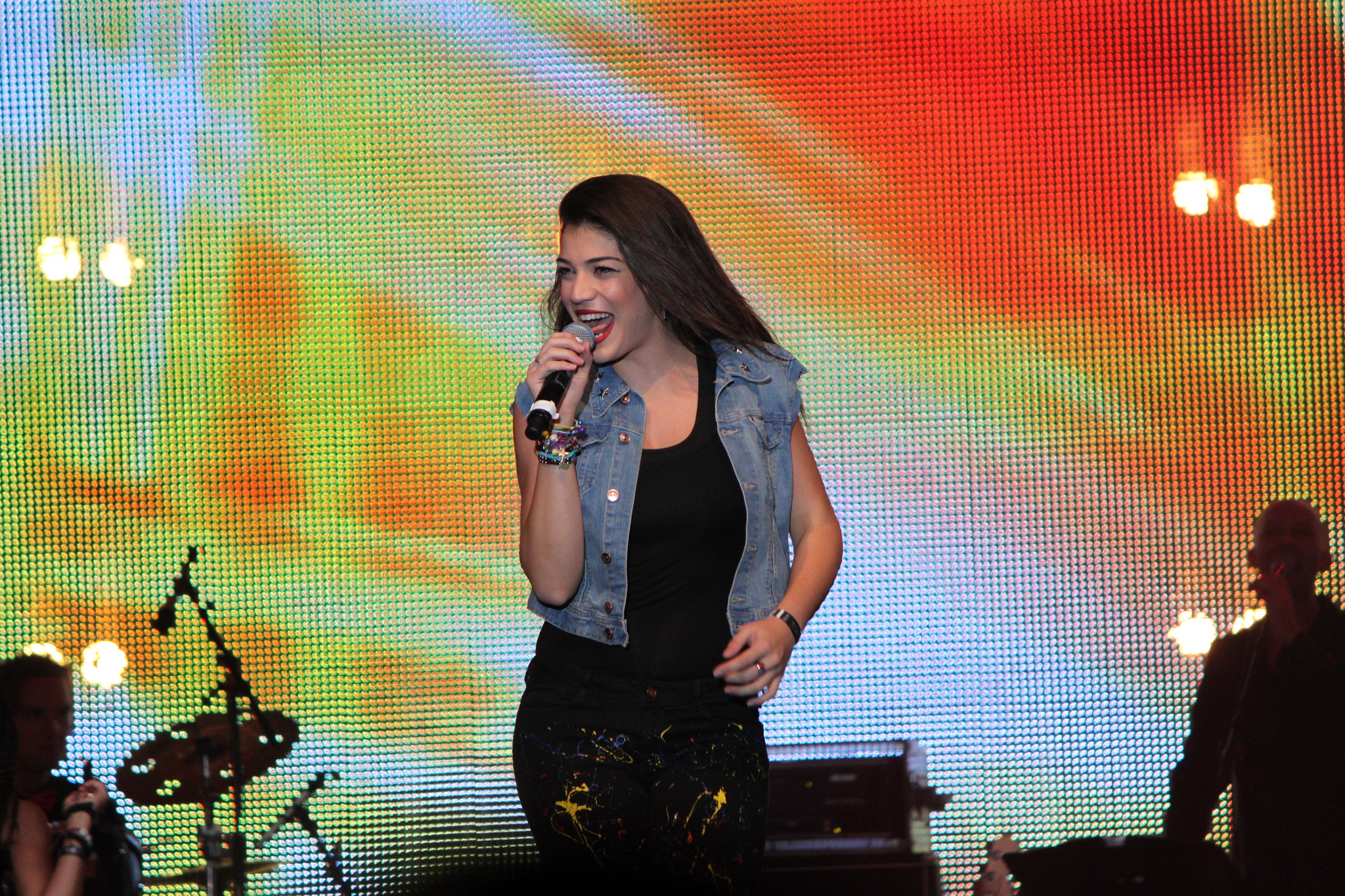
Adamu na paradzie równości w Sztokholmie (2012)

Na początku 2012 wydała solowy album studyjny pt. San ena oniro i została wybrana wewnętrznie przez cypryjskiego nadawcę publicznego (CBC) na reprezentantkę Cypru w 57. Konkursie Piosenki Eurowizji. W styczniu wystąpiła podczas koncertu A Song For Ivi, podczas którego widzowie wybrali dla niej eurowizyjną piosenkę spośród trzech utworów: „Call the Police”, „You Don’t Belong Here” i „La La Love”, który zdobył największe uznanie. W maju zajęła 16. miejsce w finale Eurowizji 2012. Po udziale w konkursie odbyła letnią trasę koncertową po Grecji, Cyprze, Szwecji i Hiszpanii, gdzie nagrała piosenkę „Time to Love” z Marshalem Venturą. Po powrocie do Grecji wydała singiel „Ase me”, który nagrała w duecie z Kleopatrą, wokalistką zespołu Stawento.

## Dyskografia
Albumy studyjne
- Kalokairi stin kardia (2010)
- Christmas with Ivi Adamou (2010)
- San eno oneiro (2011)

## Trasy koncertowe
- 2010: Stawento + Iwi Adamu (ponad 50 miejsc w Grecji i na Cyprze)
- 2011: Melisses + Iwi Adamu (ponad 40 miejsc w Grecji i na Cyprze)
- 2012: La La Love Tour (w Grecji, Szwecji, Hiszpanii i na Cyprze)